# دریابد ناوگان
دریابد ناوگان (انگلیسی: Admiral of the fleet) بالاترین درجه یک افسر در نیروی دریایی و معادل درجه پنج-ستاره است. در بسیاری از کشورها این درجه، تنها برای زمان جنگ یا مراسم تشریفاتی استفاده می‌شود. دریابد ناوگان اغلب یک درجه بالاتر از دریابد (که بالاترین درجه در زمان صلح برای افسران در حال خدمت است) می‌باشد. درجه دریابد ناوگان در نیروی دریایی، معادل درجه فیلد مارشال در نیروی زمینی و معادل درجه مارشال هوایی در نیروی هوایی است.
در نیروی دریایی پادشاهی بریتانیا درجهٔ پنج-ستاره بالاترین درجه است. این درجه به‌طور رسمی در سال ۱۶۸۸ شکل گرفت. درجه دریابد ناوگان معادل درجهٔ فیلد مارشال در نیروی زمینی بریتانیا است. به غیر از انتصابات افتخاری، از سال ۱۹۹۵ تاکنون هیچ دریابد ناوگان تازه‌ای معرفی نشده‌است.